# Basen Brazylijski

Baseny oceaniczne Atlantyku

Basen Brazylijski – część Oceanu Atlantyckiego, basen oceaniczny o powierzchni 11 milionów km², położony w jego południowo-zachodniej części, u wybrzeży Brazylii, ograniczony Grzbietem Południowoatlantyckim, Wyniesieniem Rio Grande i przylądkiem Branco. Maksymalna głębokość 6697 m.